# Сережинка (приток Безвели)
Сережинка — река в России, протекает по Бабынинскому району Калужской области. Устье реки находится в 25 км от устья Безвели по правому берегу. Длина реки составляет 12 км, площадь водосборного бассейна — 61,2 км². На реке стоят посёлки Мелечево, Сергиево, Сабуровщино.

## Данные водного реестра
По данным государственного водного реестра России относится к Окскому бассейновому округу, водохозяйственный участок реки — Угра от истока и до устья, речной подбассейн реки — Бассейны притоков Оки до впадения Мокши. Речной бассейн реки — Ока.
Код объекта в государственном водном реестре — 09010100412110000021436.